# Phân phiến

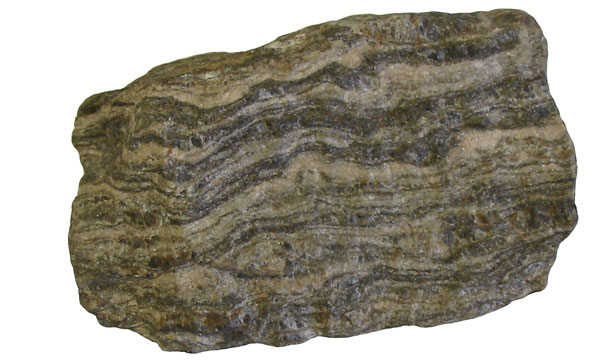
Phân phiến Gneiss.

Trong địa chất học phân phiến (tiếng Anh: foliation)  đề cập đến hiện tượng phân chia tầng đất đá thành các lớp lặp đi lặp lại, xảy ra trong quá trình hình thành đất đá đó.
Thuật ngữ "foliation" xuất phát từ tiếng Latin folium có nghĩa là "chiếc lá", đề cập đến cấu trúc phẳng giống như phiến xếp liền nhau. Khái niệm có sự tương tự với "phân lớp" trong khoáng vật học. Hiện tượng phân lớp xảy ra chủ yếu trong trầm tích biển sâu ở thể hóa đá hoặc bị biến chất .
1. Khởi đầu là quá trình lắng đọng các vật liệu có sự thay đổi thành phần vật liệu theo thời gian. Nó tạo ra các phiến ban đầu, và nói chung thường ở dạng bùn.
2. Sự hóa đá trầm tích từ các vật liệu trên. Thông thường để giữ được cấu trúc lớp do quá trình lắng đọng tạo ra, thì mảng đáy biển phải là ở vùng yên tĩnh.
3. Sau đó các quá trình biến chất nếu có làm biến đổi các vật liệu nói trên.

Trong thời kỳ hóa đá và biến chất có thể có tác động của hoạt động kiến tạo dẫn đến dịch chuyển tương đối giữa các phần phiến, tạo ra sự uốn nếp ở các mức độ rất khác nhau.